# Passage de la Duée
Le passage de la Duée est une voie située dans le quartier Saint-Fargeau du 20e arrondissement de Paris.

## Situation et accès
Le passage de la Duée est une voie publique situé dans le 20e arrondissement de Paris. Il débute au 15-17, rue de la Duée et se termine 26-28, rue Pixérécourt.
Le passage de la Duée est desservi à proximité par la ligne 3 bis à la station Saint-Fargeau et par la ligne 11 à la station Télégraphe.

## Origine du nom
Son nom provient de sa proximité avec la rue de la Duée. La « duée » est une ancienne appellation définissant une source jaillissante,,.

## Historique
Cette voie, ancienne « ruelle Mazagran », devenue « passage de la Duée » par un arrêté du 1er février 1877, est longtemps en concurrence pour le titre de voie la plus étroite de la ville, avec le sentier des Merisiers dans le 12e arrondissement et la rue du Chat-qui-Pêche dans le 5e arrondissement, avec une largeur d'environ 0,80 mètre.
À partir de 1970, la partie la plus large de la voie est en partie démolie. Le second tronçon, note l'historien de Paris Jacques Hillairet à la même époque, « est constitu[é] de pittoresques maisons à enduit rose ».
Des travaux de restructuration menés dans les années 2000 modifient profondément le tracé et la largeur du passage, portée à plusieurs mètres. L'escalier est également élargi.

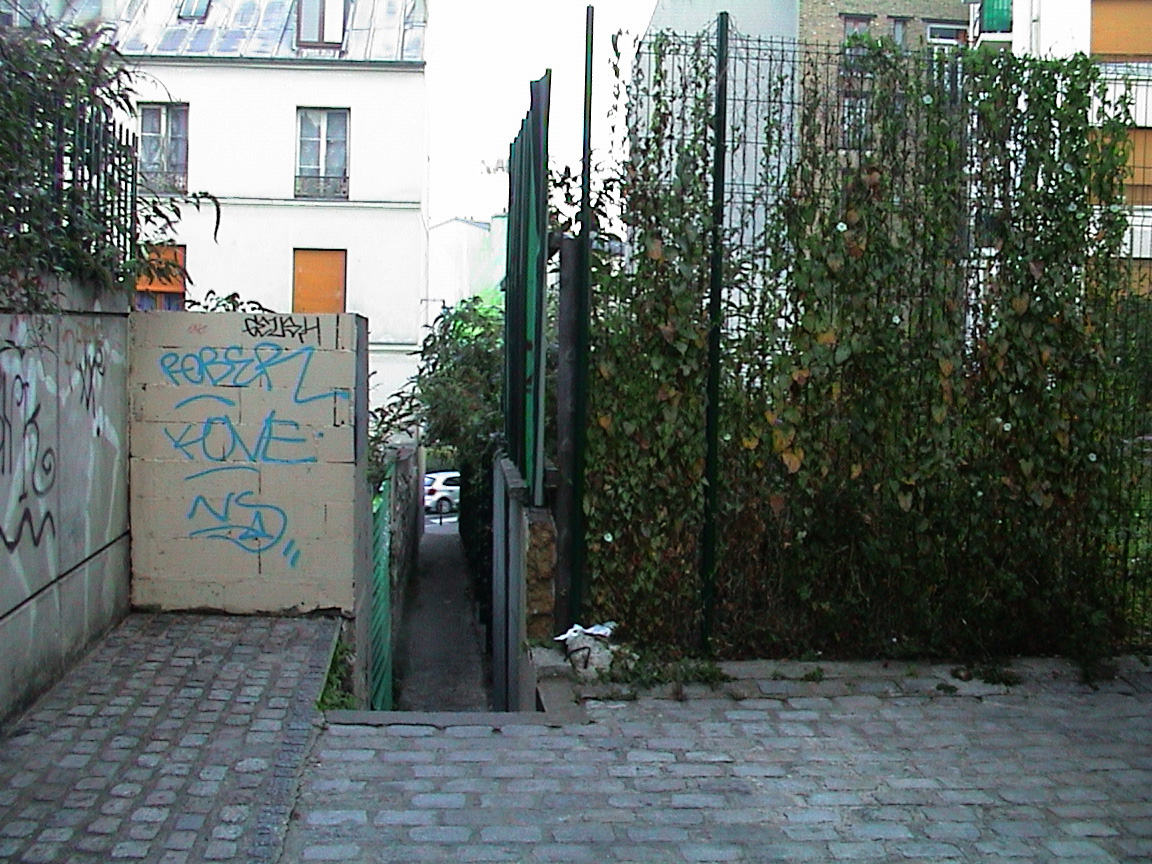
Le passage de la Duée, avant les travaux.
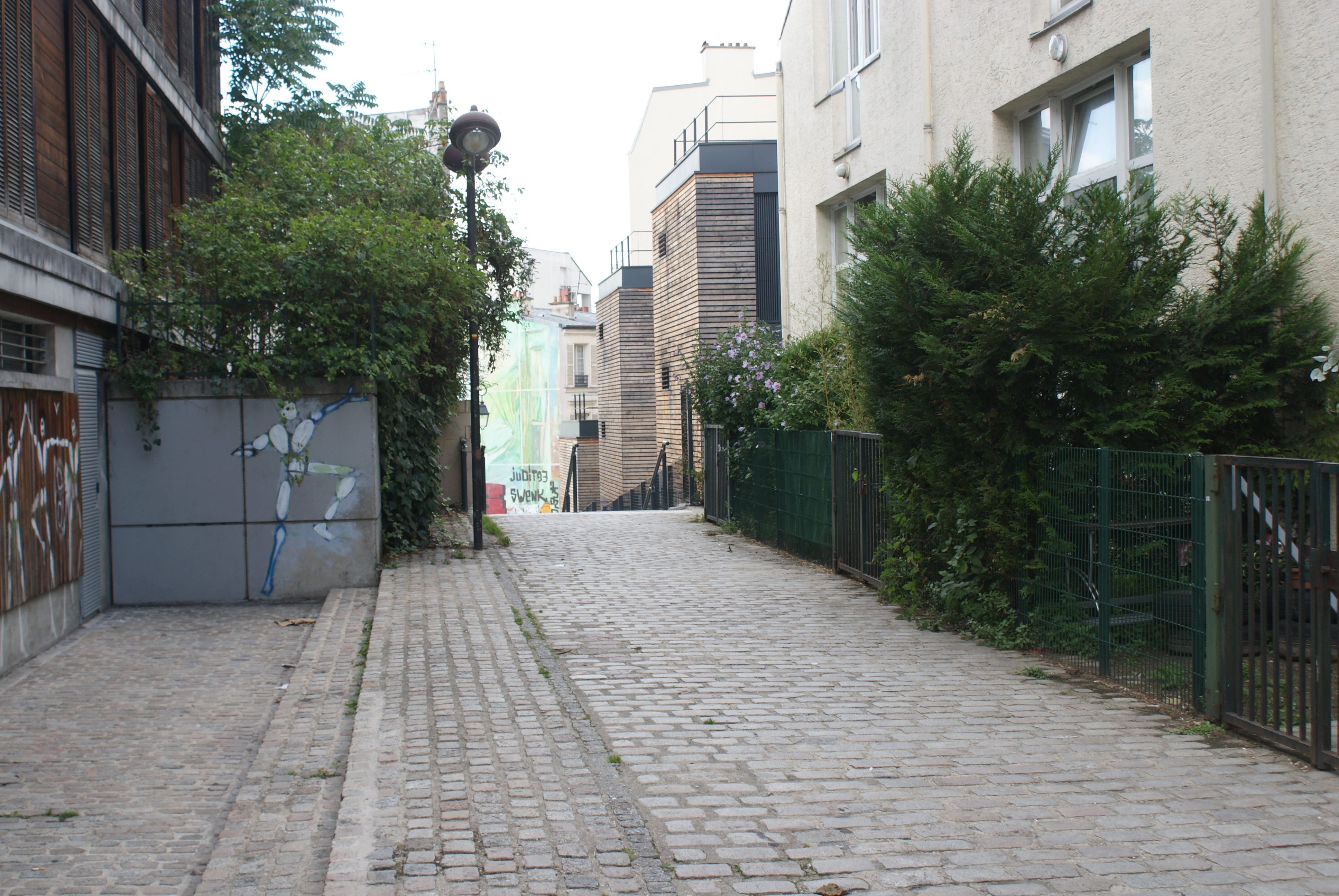
Le passage de la Duée, en 2015, après les travaux d'élargissement.
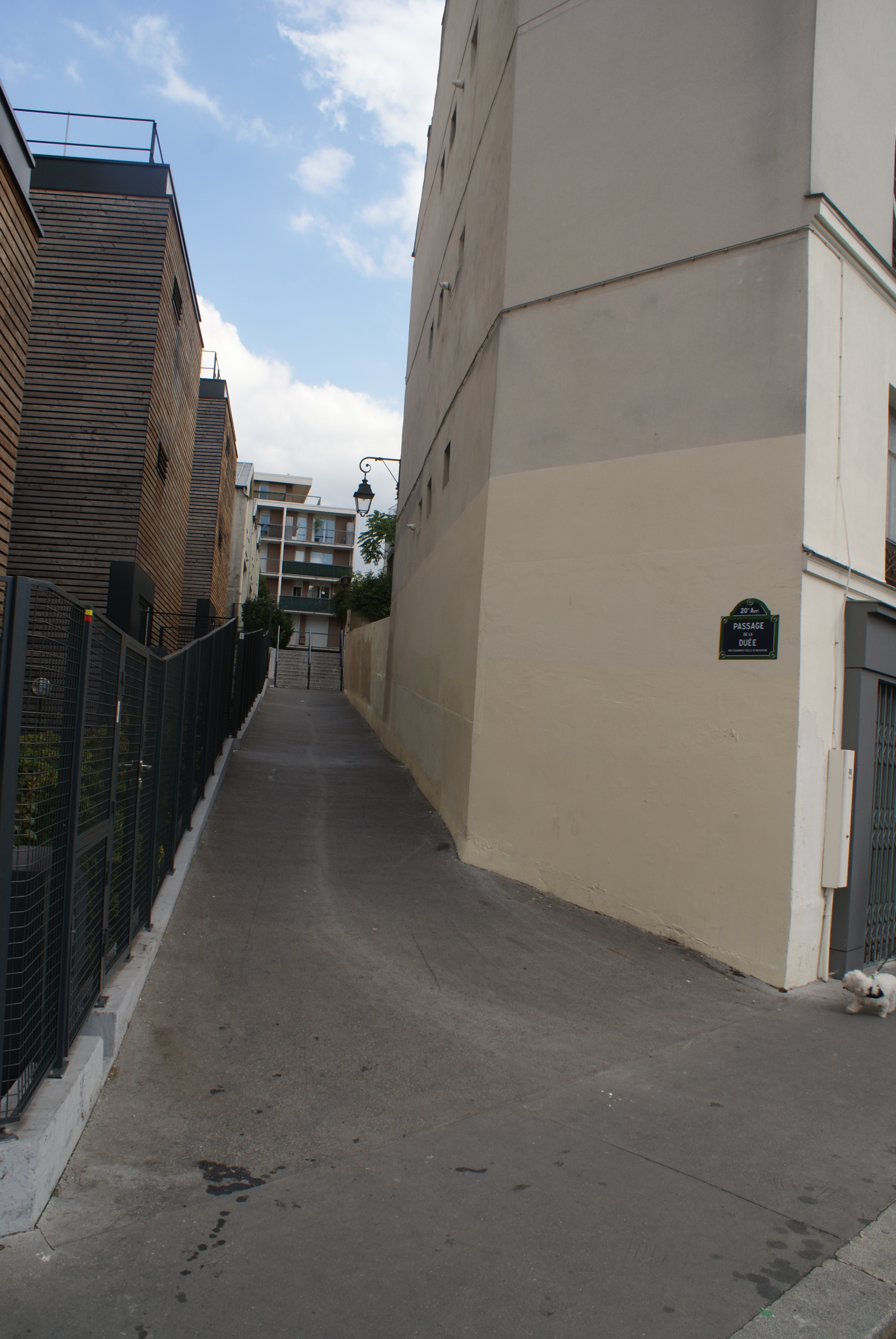
Vue depuis la rue Pixérécourt.

## Bâtiments remarquables et lieux de mémoire
- À son angle avec la rue Pixérécourt un petit ensemble de logements sociaux à ossature bois avec toitures végétalisées dû à l'architecte Pascal Gontier[pertinence contestée] est créé en 2013.

## Annexe